# Wanyūdō

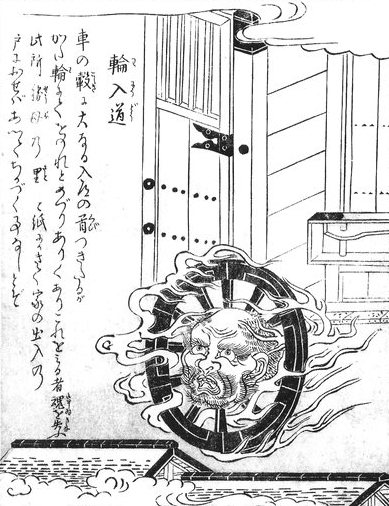
Représentation d'un wanyūdō, circa 1779

Le wanyūdō (輪入道), littéralement « roue » (輪) « moine » (入道), est un personnage de la mythologie japonaise, yōkai relativement bien connu du folklore japonais.

## Description
On dit du wanyūdō qu'il prend la forme d'une roue en feu d'un char à bœufs portant le visage tourmenté d'un homme. Divers histoires du folklore prétendent qu'il est l'âme condamnée d'un daimyo tyrannique qui de son vivant était connu pour faire tirer ses victimes sur le dos d'un char à bœufs. Il passe pour garder les portes de l'enfer et errer dans les deux sens le long de la route entre ce monde et le monde souterrain, effrayant les citadins lorsqu'ils passent et s'emparant des âmes de tous ceux qui s'approchent de trop près afin de les emmener en enfer avec lui.

## Dans la culture populaire
- Dans le jeu vidéo Ōkami, on peut retrouver des ennemis semblables au wanyūdō prenant la forme de roues ou de miroirs.

- Dans le jeu vidéo Nioh, publié par Koei Tecmo et développé par Team Ninja, le joueur peut rencontrer un wanyūdō comme ennemi à combattre.
- Dans le jeu vidéo Muramasa the demon blade, on peut le retrouver en tant que boss
- Dans le manga One Piece, l'antagoniste Black Maria possède comme arme une sorte de lance avec à son bout un wanyūdō.
- Dans le jeu vidéo Final Fantasy XIV, on peut retrouver des wanyūdō comme ennemis dans différents donjons

## Source de la traduction
- (en) Cet article est partiellement ou en totalité issu de l’article de Wikipédia en anglais intitulé « Wanyūdō » (voir la liste des auteurs).